# Pablo Bonells
Pablo Bonells Mendoza (ur. 9 września 1985 w mieście Meksyk) – meksykański piłkarz występujący na pozycji napastnika.

## Kariera klubowa
Bonells urodził się w stołecznym mieście Meksyk i w wieku 13 lat zaczął uczęszczać na treningi do tamtejszego zespołu Pumas UNAM. Do seniorskiej drużyny został włączony w wieku 19 lat przez szkoleniowca Hugo Sáncheza. W meksykańskiej Primera División zadebiutował 27 kwietnia 2005 w zremisowanym 1:1 spotkaniu z Santos Laguną. Nie potrafił sobie jednak wywalczyć miejsca w wyjściowej jedenastce i występował głównie w drugoligowych rezerwach – Pumas Morelos. Pierwszy sukces z Pumas osiągnął jesienią 2007, kiedy to rozegrał dwa mecze podczas sezonu Apertura i wywalczył z zespołem wicemistrzostwo kraju. Pierwszego gola w seniorskim zespole zdobył 2 stycznia 2008 w wygranym 1:0 meczu z Monterrey, w rozgrywkach InterLigi. W fazie Clausura rozgrywek 2008/2009 wywalczył z drużyną tytuł mistrzowski, jednak nie pojawił się wówczas na boisku ani razu.
Latem 2010 Bonells na zasadzie rocznego wypożyczenia zasilił drugoligową drużynę Club León. W rozgrywkach 2010/2011 zdobył 7 bramek w 22 spotkaniach Liga de Ascenso, jednak nie zdołał wywalczyć z Leónem awansu do najwyższej klasy rozgrywkowej. Na czas trwania pierwszej połowy sezonu 2011/2012 został wypożyczony do występującego w Primera División de México zespołu Querétaro FC, jednak nie zdołał sobie wywalczyć miejsca w podstawowym składzie ekipy i zaledwie pięciokrotnie pojawił się w jej barwach na ligowych boiskach. Wiosną 2012, także na zasadzie wypożyczenia, Bonells przeszedł do drugoligowego Club Celaya.
| Sezon     | Klub         | Kraj   | Rozgrywki        | Mecze | Bramki |
| --------- | ------------ | ------ | ---------------- | ----- | ------ |
| 2004/2005 | Pumas UNAM   | Meksyk | Primera División | 3     | 0      |
| 2005/2006 | Pumas UNAM   | Meksyk | Primera División | 4     | 0      |
| 2006/2007 | Pumas UNAM   | Meksyk | Primera División | 1     | 0      |
| 2007/2008 | Pumas UNAM   | Meksyk | Primera División | 5     | 0      |
| 2008/2009 | Pumas UNAM   | Meksyk | Primera División | 3     | 0      |
| 2009/2010 | Pumas UNAM   | Meksyk | Primera División | 0     | 0      |
| 2010/2011 | Club León    | Meksyk | Liga de Ascenso  | 22    | 7      |
| 2011/2012 | Querétaro FC | Meksyk | Primera División | 5     | 0      |
| 2011/2012 | Club Celaya  | Meksyk | Liga de Ascenso  |       |        |